# Fricot ha freddo
Fricot ha freddo è un film comico italiano del 1913.

## Trama
Fricot accende un fuoco per scaldarsi coi propri mobili. Tutta la stanza va a fuoco e l'incendio si propaga in tutto l'edificio.

## Critica
(Cineforum, novembre 1913)